# Episodi de L'ispettore Derrick (ventesima stagione)
La ventesima stagione della serie televisiva L'ispettore Derrick, composta da 12 episodi, è stata trasmessa in Germania nel 1993 sul canale ZDF.
| nº Prima TV Germania | nº Produzione | nº Stagione x nº Episodio | Titolo originale           | Titolo italiano         | Prima TV Germania | Prima TV Italia | Anno Produzione |
| -------------------- | ------------- | ------------------------- | -------------------------- | ----------------------- | ----------------- | --------------- | --------------- |
| 219                  | 219           | 20x01                     | Ein sehr trauriger Vorgang | Uno strano affetto      | 22 gennaio 1993   | 25 ottobre 1993 | 1992            |
| 220                  | 220           | 20x02                     | Mann im Regen              | L'uomo sotto la pioggia | 5 febbraio 1993   | 11 ottobre 1993 | 1992            |
| 221                  | 221           | 20x03                     | Langsamer Walzer           | Valzer lento            | 5 marzo 1993      | 21 marzo 1994   | 1992            |
| 222                  | 222           | 20x04                     | Geschlossene Wände         | Una vita bruciata       | 16 aprile 1993    | 7 marzo 1994    | 1992            |
| 223                  | 223           | 20x05                     | Nach acht langen Jahren    | Dopo otto lunghi anni   | 7 maggio 1993     | 4 aprile 1994   | 1992            |
| 224                  | 224           | 20x06                     | Die Lebensgefährtin        | La convivente           | 18 giugno 1993    | 14 marzo 1994   | 1992            |
| 225                  | 225           | 20x07                     | Die seltsame Sache Liebe   | Dove arriva l'amore     | 16 luglio 1993    | 1 maggio 1995   | 1993            |
| 226                  | 228           | 20x08                     | Zwei Tage, zwei Nächte     | Due giorni, due notti   | 6 agosto 1993     | 6 marzo 1995    | 1993            |
| 227                  | 227           | 20x09                     | Nachtvorstellung           | La poltrona accanto     | 24 settembre 1993 | 17 aprile 1995  | 1993            |
| 228                  | 226           | 20x10                     | Melodie des Todes          | Sonata di morte         | 29 ottobre 1993   | 8 maggio 1995   | 1993            |
| 229                  | 229           | 20x11                     | Die Nacht mit Ariane       | La notte con Ariane     | 26 novembre 1993  | 15 maggio 1995  | 1993            |
| 230                  | 230           | 20x12                     | Ein Objekt der Begierde    | La luna vola lontano    | 17 dicembre 1993  | 20 marzo 1995   | 1993            |

## Uno strano affetto
- Titolo originale: Ein sehr trauriger Vorgang
- Diretto da: Theodor Grädler
- Scritto da: Herbert Reinecker
- Interpreti:[1] Horst Tappert - Stephan Derrick, Fritz Wepper - Harry Klein, Christiane Hörbinger - Ricarda Hohner, Holger Handtke - Horst Wiegand, Robinson Reichel - Bertram Becker, Wilfried Hochholdinger - Albert Krumme, Alexander Netschajew - Jochen Hube, Manou Lubowski - Anton Robel, Philipp Brammer - Josef Liebich, Dorothee Hartinger - Inge Waldstein, Hans-Dieter Schwarze - Dr. Scheu

### Trama
Sei compagni di classe festeggiano il loro rito di iniziazione in una casa di tolleranza. Continuano la serata nell'appartamento di uno di loro, Albert Krumme. Albert telefona a un'altra compagna di classe, Inge Waldstein, per dirgli che, nel rito di iniziazione appena concluso, c'è anche Horst Wiegand, un timido ragazzo di campagna che vive momentaneamente con un'amica della madre, la severa insegnante di filosofia Ricarda Hohner. Inge però riattacca il telefono. Un'ora dopo suonano al portone della palazzina e Albert va ad aprire e viene crivellato con tre colpi di pistola.

### Colonna sonora
- Rose-Room-Orchestra, Wind and Fire

## L'uomo sotto la pioggia
- Titolo originale: Melodie de Todes
- Diretto da: Alfred Weidenmann
- Scritto da: Herbert Reinecker
- Interpreti:[2] Horst Tappert - Stephan Derrick, Fritz Wepper - Harry Klein, Willy Schäfer - Willy Berger, Ulrich Matthes - Robert Lohmann, Krista Posch - Hannelore Hoss, Hans Korte - Röder padre, Hans Georg Panczak - Luis Röder, Burkhard Heyl - Hans Röder, Ingrid van Bergen - signora Lohmann, Claudia Lössl - Ilse Lohmann, Herbert Trattnigg

### Trama
Ilse Lohmann, cameriera di villa Röder, viene trovata strangolata nella sua stanza. Ilse era l'amante dei due fratelli Röder, Luis e Hans, con i quali faceva anche giochi erotici. Alcuni giorni dopo in villa Röder si presenta Robert Lohmann, fratello autistico della vittima, il quale dice a Derrick di sapere il nome dell'assassino.

### Colonna sonora
- Frank Duval, Avedana, Todesengel
- Bert Kaempfert, Strangers in the Night

## Valzer lento
- Titolo originale: Langsamer Walzer
- Diretto da: Helmuth Ashley
- Scritto da: Herbert Reinecker
- Interpreti:[3] Horst Tappert - Stephan Derrick, Fritz Wepper - Harry Klein, Willy Schäfer - Willy Berger, Gerd Baltus - Kubeck, Hannelore Hoger - moglie di Kubeck, Anja Kling - Monika Wagner, Nikolaus Gröbe - Ulrich Wagner, Christiane Hammacher - signora Wagner, Jennifer Nitsch - Inge Sanders, Christoph Eichhorn - Achims Bruder, Burkhard Heyl - Achim Bader, Peter Fricke - psichiatra, Dirk Galuba - amico di Kubeck, Christian Berkel - psicopatico, Bruno Walter Pantel

### Trama
La madre di Inge Sanders telefona a Monika Wagner, amica e collega di lavoro alla lavanderia Kubeck, per avvisarla che la figlia non è ancora tornata nonostante l'ora tarda. Inge era stata avvertita di non passare per la zona del parco pubblico perché negli ultimi tempi si erano verificati alcuni casi di violenza sessuale. Monika, accompagnata dal fratello Ulrich, si avvia alla ricerca di Inge nel parco, ma i due trovano la ragazza riversa a terra. Vicino al cadavere della ragazza vedono un cane che abbaia e poi scappa. Inoltre viene rinvenuto un walkman contenente un nastro che suona un Valzer leggero. Quel Valzer viene fatto sentire agli psicopatici assassini in una clinica psichiatrica come musicoterapia.

## Una vita bruciata
- Titolo originale: Geschlossene Wände
- Diretto da: Theodor Grädler
- Scritto da: Herbert Reinecker
- Interpreti:[1] Horst Tappert - Stephan Derrick, Fritz Wepper - Harry Klein, Constanze Engelbrecht - Irene Solm, Heiner Lauterbach - Rob Simon, Hanns Zischler - Gaston Riemann, Jeannine Burch - Vicky Lange, Eric Hallhuber - Viktor Lange, Christoph Bantzer - Dottor Tussner, Gerlinde Locker - signora Weissauer, Gundis Zambo - Ursula Bender, Samy Lange - fotografo, Nino Korda

### Trama
Irene Solm, un ex modella che frequentava la vita mondana, esce dalla clinica psichiatrica dopo essersi curata dagli abusi di alcolici e droga. Irene bussa alla porta del suo ex amante, Gaston Riemann, ma viene respinta perché il suo posto è occupato da un'altra ragazza, Vicky Lange. Un giornalista di cronaca rosa fa un articolo sul fatto, dando anche il numero telefonico di Riemann. Dunque Riemann riceve continue telefonate di minacce. Viene poi trovato ucciso con un colpo di pistola nel garage del suo condominio.

### Colonna sonora
- Frank Duval, Spuren

## Dopo otto lunghi anni
- Titolo originale: Nach acht langen Jahren
- Diretto da: Helmuth Ashley
- Scritto da: Herbert Reinecker
- Interpreti:[4] Horst Tappert - Stephan Derrick, Fritz Wepper - Harry Klein, Willy Schäfer - Willy Berger, Michael Gwisdek - Andreas Heine, Rosel Zech - Charlotte Heine, Cornelia Froboess - Martha Scarletti, Claudio Caramaschi - Carlo Scarletti, Bernhard Baier - Martin Howald, Werner Pochath - Zensky, Fiona Coors - Laura Heine, Philipp Brammer - Bernhard Heine, Peter Bertram - Korda

### Trama
Marta e Carlo Scarletti, titolari di un ristorante italiano, si rifiutano di pagare il pizzo e scaccia via in malo modo l'esattore del racket. Dopo il gesto si presenta Korda, un altro ristoratore preso di mira dal racket, per dare solidarietà. Tuttavia iniziano le ritorsioni per i due Scarletti, perché una notte viene lanciata una pietra contro una finestra del locale. Derrick e Klein, dopo aver fatto visita alla coppia nel loro ristorante, iniziano ad interessarsi al caso. La polizia italiana ha informato che un uomo legato alla mafia, Andreas Heine, è in arrivo a Monaco con il volo proveniente da Roma. Heine si è trasferito a Roma da otto anni, piantando in asso la famiglia, moglie e due figli, senza alcun motivo. Apparentemente Andreas Heine è ritornato a Monaco per riunirsi alla famiglia. Poco dopo viene ucciso Carlo Scarletti. Marta ora è terrorizzata.

## La convivente
- Titolo originale: Die Lebensgefährtin
- Diretto da: Günter Gräwert
- Scritto da: Herbert Reinecker
- Interpreti:[5] Horst Tappert - Stephan Derrick, Fritz Wepper - Harry Klein, Willy Schäfer - Willy Berger, Krista Posch - Hilde Lussek, Jutta Kammann - Vera Lohwald, Christoph Bantzer - Egon Scholz, Philipp Moog - Max Scholz, Udo Vioff - Walter Scholz, Christine Wodetzky - Marie Scholz, Christian Berkel - Andy Stein, Edwin Marian - Dottor Möller

### Trama
Hilde Lussek convive da due anni con Walter Scholz, un ricco commerciante che ha divorziato da diversi anni. Walter e Hilde si devono sposare entro quindici giorni. Una mattina torna dal supermercato alle undici e mezza e trova Walter ancora a letto. Inizialmente crede che sia ancora assonnato, ma poi si accorge che è morto. Pensa subito a un infarto e telefona al Dottor Möller. Subito dopo arriva Vera Lohwald. Dopo lo sconcerto iniziale, Vera fa presente a Hilde di occuparsi dell'aspetto pratico della situazione chiedendogli se Walter aveva redatto un testamento in suo favore. Poiché in assenza del documento tutte le proprietà di Walter vanno all'ex moglie Marie al fratello Egon e al nipote, Hilde e Vera iniziano a rovistare la cassaforte, non trovano l'atto testamentario, bensì un sacco di pietre preziose del valore di milioni di marchi. Nel frattempo arriva il Dottor Möller che constata la morte di Walter per soffocamento. Quindi si tratta di un omicidio.

## Dove arriva l'amore
- Titolo originale: Die seltsame Sache Liebe
- Diretto da: Theodor Grädler
- Scritto da: Herbert Reinecker
- Interpreti:[6] Horst Tappert - Stephan Derrick, Fritz Wepper - Harry Klein, Willy Schäfer - Willy Berger, Wolf Roth - Richard Seidel, Holger Handtke - Ulrich Lohse, Claus Biederstaedt - Arnold Soske, Diana Körner - Helene Soske, Hermann Lause - Alfred Stellweg, Michael Mendl - Schönbeck, Juliane Rautenberg - Doris Stein, Carolin Fink - Linda, Doris Schade - Anna Bechler, Rudolf Wessely - pianista, Gernot Duda

### Trama
Il cadavere di Doris Stein viene trovato nei pressi dello scalo ferroviario in una fredda mattina d'inverno. Morta con un colpo alla nuca, Doris era coinquilina della signora Anna Bechler, era fidanzata con Ulrich Lohse, uno studente universitario, e lavorava come cameriera nel locale di Arnold Soske. I conoscenti testimoniano che Doris amava tutti e tutti amavano Doris. In questa inchiesta si intromette anche un poliziotto alcolizzato, Richard Seidel.

## Due giorni, due notti
- Titolo originale: Zwei Tage, zwei Nächte
- Diretto da: Zbyněk Brynych
- Scritto da: Herbert Reinecker
- Interpreti:[7] Horst Tappert - Stephan Derrick, Fritz Wepper - Harry Klein, Willy Schäfer - Willy Berger, Peer Ehrilich - Kronau padre, Jacques Breuer - achim Kronau, Katharina Schubert - Sabine Kronau, Walter Renneisen - Möhle, Ute Willing - Debbie, Liane Hielscher - signora Dessauer, Karlheinz Vietsch - signor Beckum

### Trama
Venuto casualmente in possesso di una chiave per entrare in un appartamento, il signor Kronau scopre che il figlio Achim è un spacciatore di eroina. Il padre non ci pensa due volte e butta tutta la droga nel water. Poco dopo padre e figlio si incontrano nella villa di famiglia ed hanno un colloquio infuocato. Achim dice che è stato gettato via eroina dal valore di centomila marchi. Il signor Kronau non fa una piega e dice al figlio di dire ai criminali che non restituirà i soldi e di non voler più averne a che fare. Squilla il telefono e i criminali vogliono incontrare Achim. La mattina dopo Achim viene trovato ucciso con un colpo di pistola al petto in un sottopasso ferroviario. Il padre, per la disperazione, si impicca in cantina. La notizia raggiunge Sabine, sorella e figlia delle due vittime.

## La poltrona accanto
- Titolo originale: Nachtvorstellung
- Diretto da: Helmuth Ashley
- Scritto da: Herbert Reinecker
- Interpreti:[8] Horst Tappert - Stephan Derrick, Fritz Wepper - Harry Klein, Willy Schäfer - Willy Berger, Christoph Bantzer - Dottor Kabusch, Oliver Hasenfratz - Hugo, Nikolaus Gröbe - Werner, Philipp Brammer - Horst, Francis Fulton-Smith - Ludwig Homann, Gerd Anthoff - Rudolf Manauser, Dirk Galuba - Voss, Gaby Herbst - Renate Lauer, Kornelia Boje - Erna Seligmann, Eva Maria Meineke - signora Homann, Carrolyn Bennay - Kerstin, Günter Clemens

### Trama
Durante la proiezione di un film con scene di sparatoria, Hans Manauer, il cassiere del cinema dove lavorava, viene ucciso con due colpi di pistola. Quel film era l'ultimo che davano nella giornata. Manauer si sedeva solitamente nello stesso posto in sala quando davano l'ultima proiezione. La polizia blocca l'uscita a tutti gli spettatori. Derrick e Klein interrogano tre liceali, possibili testimoni del fatto.

## Sonata di morte
- Titolo originale: Melodie de Todes
- Diretto da: Alfred Weidenmann
- Scritto da: Herbert Reinecker
- Interpreti:[9] Horst Tappert - Stephan Derrick, Fritz Wepper - Harry Klein, Willy Schäfer - Willy Berger, Helmut Zierl - Wolfram von Schulze-Westorp, Nina Hoger - Ilona Keller, Svenja Pages - Gerrit Hauser, Ursula Lingen - Helene von Schulze-Westorp, Irene Clarin - Helga von Schulze-Westorp, Jürgen Schmidt- Arnold Stemmer, Dieter Eppler - Oppler, Karlheinz Vietsch - Dr. Guth, Fee von Reichlin - governante di casa von Schulze-Westorp, Herbert Trattnigg - Balthus von Schulze-Westorp

### Trama
Ilona Keller, venticinquenne hostess per un albergo, viene avvicinata, tramite Arnold Stemmer, portiere dell'hotel, da Wolfram von Schulze-Westorp. In quel momento Wolfram è alloggiato alla stanza 411 dell'albergo e vuole un po' di compagnia e invita Ilona a passare la serata insieme. Poi Wolfram si offre a Ilona per accompagnarla a casa. Subito dopo essere arrivati, arriva la chiamata di Gerrit Hauser, l'altra hostess dell'albergo, per chiedere com'è andata. Ilona risponde che Wolfram è un tipo difficile. Dopo il fugace incontro, la ragazza viene trovata morta nel suo appartamento. Wolfram è discendente di un'antica famiglia aristocratica e vive a Nymphenburg con la madre, la sorella Helga e il fratello Balthus. Quest'ultimo è un pianista molto dotato che sta morendo per l'AIDS.

## La notte con Ariane
- Titolo originale: Die Nacht mit Ariane
- Diretto da: Günter Gräwert
- Scritto da: Herbert Reinecker
- Interpreti:[10] Horst Tappert - Stephan Derrick, Fritz Wepper - Harry Klein, Willy Schäfer - Willy Berger, Esther Hausmann - Ariane Görlitz, Philipp Brammer - Christian Bender, Sven-Eric Bechtolf - Benno Mahler, Michael Zittel - Adi Mahler, Christian Berkel - Dixi, Ditte Schuppp - Lona, Natascha Graf - René

### Trama
Benno Mahler, proprietario di una casa di un night-club, è invischiato nella tratta delle prostitute provenienti dall'Europa orientale. Una sera viene trovato ucciso con un colpo di pistola in casa del fratello Adi. Accanto al corpo di Benno viene trovata la pistola. Ariane Görlitz, amante di Benno Mahler, non si fa più trovare. Adi esclude che Ariane possa essere coinvolta nell'omicidio perché non aveva motivo per farlo.

## La luna vola lontano
- Titolo originale: Ein Objekt der Begierde
- Diretto da: Zbyněk Brynych
- Scritto da: Herbert Reinecker
- Interpreti:[11] Horst Tappert - Stephan Derrick, Fritz Wepper - Harry Klein, Willy Schäfer - Willy Berger, Sky Dumont - Tuball, Jeannine Burch - Karoline Hecht, Stefan Wigger - Kowalski, Michael Mendl - Soost, Jutta Kammann - Helene Soost, René Heinersdorff - Bleiweg, Hans Georg Panczak - Hans Ratinger, Ralf Schermuly - Kieler, Christine Merthan - Martha Kieler

### Trama
Karoline Hecht è una ragazza frivola ed ingenua che segue da tempo delle lezioni private di inglese al martedì sera presso Bleiweg, uno studente universitario di economia politica, che risiede in una palazzina di cinque piani. Karoline desta l'attenzione dei condomini. Una sera viene trovata uccisa nell'androne. Dopo aver interrotto la cena in un ristorante, Derrick e Klein si recano al posto. Tutti i residenti del condominio indicano Kowalski, un ex attore teatrale ora dipendente dall'alcool, come il probabile colpevole dell'omicidio.

### Colonna sonora
- 49ers, Touch Me
- Joe Cocker, You Are So Beautiful